# Mireille Renouvin
Pour les articles homonymes, voir Renouvin.
Mireille Renouvin (née Mireille Tronchon le 31 juillet 1908 à Tulle et morte le 7 juin 1987 dans le 7e arrondissement de Paris,) est une résistante française du mouvement Combat ainsi qu'une magistrate.

## Biographie
Elle est arrêtée le 29 janvier 1943 par la Gestapo en gare de Brive-la-Gaillarde en même temps que son futur mari Jacques Renouvin (ils se marient en détention le 3 août 1943) qui mourra à Mauthausen le 24 janvier 1944. Enceinte lors de l'arrestation, elle accouche en détention à la prison de la Santé le 15 juin 1943 de leur fils Bertrand Renouvin.
Après-guerre, elle travaille dans la magistrature.

## Distinction
- Médaille de la Résistance française (décret du 24 avril 1946)[3]

## Hommage
- Il y a une place Mireille-et-Jacques-Renouvin à Paris.